# Fischerbrunnen (Belgrad)
Der Fischerbrunnen (serbisch Фонтана Рибар (Борба) bzw. Злосретни рибар) ist ein Springbrunnen auf dem Hauptrondell des Kalemegdan, einer Parkanlage auf dem ehemaligen Glacis der Festung von Belgrad in der serbischen Hauptstadt Belgrad. Es ist das Werk des Bildhauers Simeon Roksandić.
Die Skulptur entstand 1906 während eines einjährigen Urlaubes des Künstlers, der Zeichenlehrer am Gymnasium in Kragujevac war, in München und Rom. Sie wurde 1907 auf der LXXII. Internationalen Kunstausstellung in Rom der Öffentlichkeit vorgestellt, wo sie im ersten und wichtigsten Ausstellungsraum Platz fand und in Italien auf positive Kritik, u. a. des italienischen Königspaars stieß. Auch die serbische kulturelle Elite erkannte den Wert der Skulptur, die bald Teil des serbischen kulturellen Raums wurde. Das Gipsmodell, bestehend aus der Figur eines Fischers und einer Schlange, kaufte das Serbische Nationalmuseum 1907 auf. Die Skulptur des Fischers wurde als künstlerisches Schlüsselartefakt im serbischen Pavillon der Balkanausstellung in London 1907 präsentiert.

## Wirkung der Skulptur und ein weiterer Abguss
Die figurale Komposition eines Fischers im Kampf mit der Schlange wurde rasch zu einem Sinnbild des jungen serbischen Staates und zu einer Metapher für seinen kulturellen Fortschritt und seine progressistisch verstandene Kunstentwicklung.
Als die falsche Nachricht, das Schiff mit den Kunstwerken sei auf dem Weg nach England untergegangen, die serbische Öffentlichkeit erreichte, goss man auf Grundlage des Gipsmodells eine weitere Figur. Nach Rückkehr der serbischen Exponate von der Londoner Ausstellung bestanden nun zwei Skulpturen, so dass die Stadt Zagreb nach der dritten Ausstellung 1908 das zweite Modell aufkaufte und in Grič (heute Platz Jezuitski trg im Stadtviertel Gornji grad) aufstellte.

## Zum Standort
Roksandić bot das erste Modell der Stadt Belgrad zum Kauf an, was 1907 mit der Absicht, es auf einen der städtischen Plätze zu stellen, erfolgte. Anders als vorgesehen wurde der Springbrunnen nicht auf dem Platz Terazije, sondern auf dem Kalemegdan (zwischen 1908 und 1911) aufgestellt. Die fotografische Illustration in der Zeitschrift Nova iskra aus dem Jahr 1911 bestätigt, dass die Skulptur zu diesem Zeitpunkt im Kalemegdan-Park stand und bereits damals zu den am meisten wiedererkennbaren Denkmälern der Stadt gehörte. Als Aufstellungsort wurde der bestehende ovale Springbrunnen mit rustikalem Steinpostament auf der zentralen Rotunde des Parks Großer Kalemegdan gewählt. Seit der Eröffnung 1867 bis zum Anfang des 20. Jahrhunderts hatte sich der Platz zu einem repräsentativen Stadtpark entwickelt und bot somit eine hervorragende räumliche Voraussetzung für die Aufstellung öffentlicher Skulpturen.

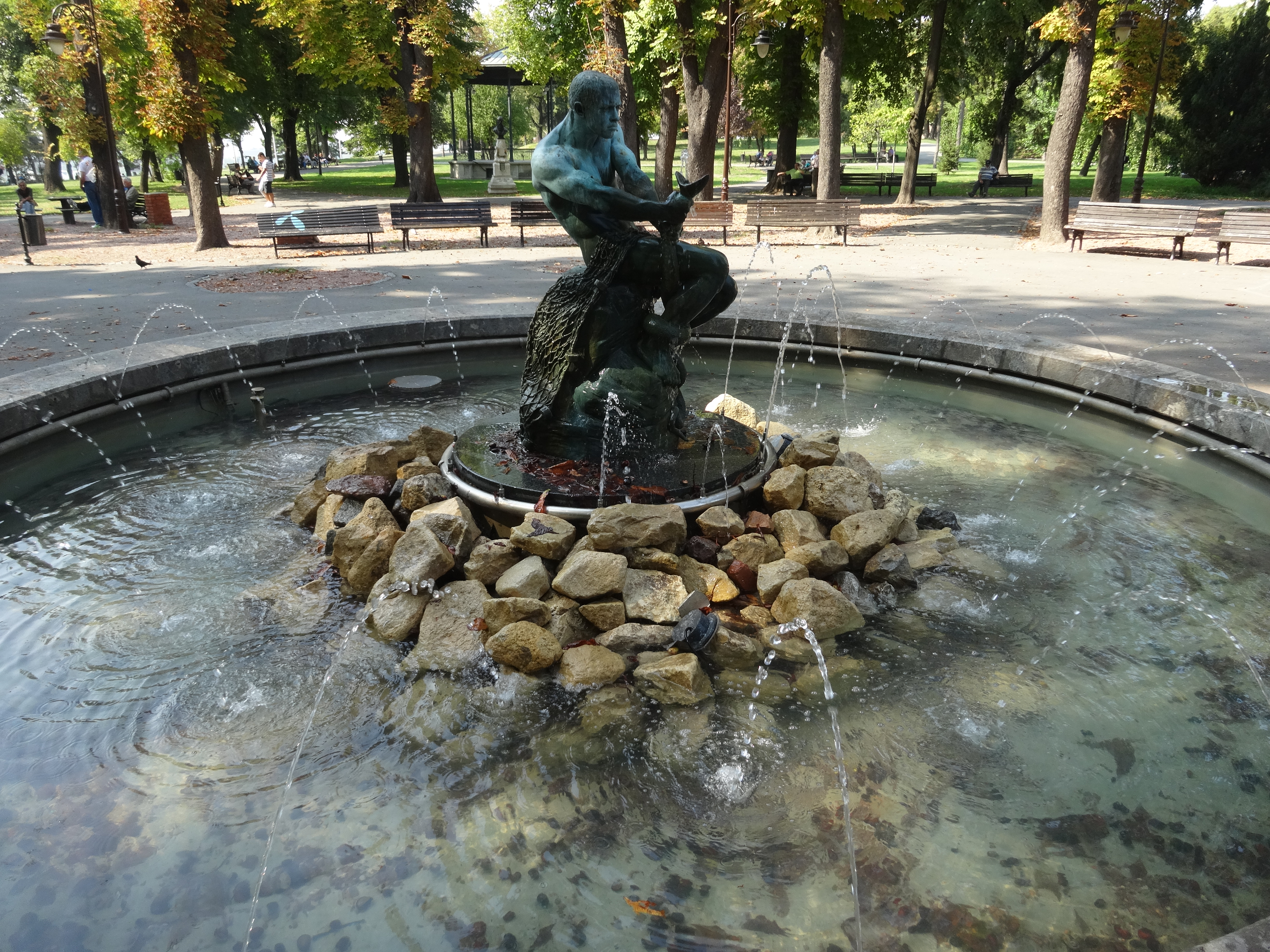
Gesamtansicht

Die ursprüngliche Idee für die Raumgestaltung des Parks erwuchs aus dem Regulierungsplan von Emilijan Josimović, der die Bildung eines Stadtparks auf dem Raum des heutigen Kalemegdan, dem ehemaligen Festungsglacis, vorsah. Das erste bekannte Dokument über die Gestaltung des Parks ist im Plan mit der Bezeichnung „kopiert aus dem Plan Belgrads aus dem Jahr 1870“ enthalten. Die erste architektonische Komposition schuf der Architekt Milan Kapetanović im Jahr 1890, die bis 1914 beibehalten wurde. Das Hauptmerkmal der Lösung von Kapetanović ist die Trassierung der geradlinigen Pfade aus Richtung der Straße Knez Mihailova mit zentraler Rotunde, im Rahmen derer der Fischer von Roksandić aufgestellt ist, womit eine visuelle Transversale zur Stadt geschaffen wird. Der Park in seiner heutigen Form entstand Ende des 19. und Anfang des 20. Jahrhunderts mit Merkmalen eines repräsentativen Parks des Fin de Siècle. Das Konzept ist in der Art der Stadtparks europäischer Metropolen ausgeführt. Ende des 20. Jahrhunderts bzw. ab 1894, als die Büste von Đuro Daničić aufgestellt wurde, begann der Prozess der Aufstellung öffentlicher Skulpturen im Rahmen des Parks.

## Stil
Die Skulptur ist ein klassisches Werk der europäischen Bildhauerei, Frucht des künstlerischen und kulturellen Lebens in München, zu dem auch Simeon Roksandić als Absolvent der dortigen Kunstakademie zählte. Nach Abschluss der Gewerbeschule in Zagreb und dem Unterricht in Bildhauerei an der Pester Akademie schrieb sich Roksandić 1892 in die Klasse des Professors Syrius Eberle an der Münchener Kunstakademie ein. Der Studienaufenthalt in der Hauptstadt Bayerns beeinflusste die Karriere des Künstlers dauerhaft, gleichzeitig prägte die restaurative und konservative Arbeit an öffentlichen Skulpturen in München Roksandić' Entwicklungsweg.
Rückblickend hob Roksandić 1940 im Gespräch mit Zvonimir Kujundžić hervor: „Ich habe den Fischer aus dem Bedürfnis heraus geformt, den Sieg des Menschen über die Kräfte der Natur mit Symbolen zu zeigen.“
Der Fischerbrunnen zählt zum Kulturgut von besonderer Bedeutung der Belgrader Festung (Beschluss über die Feststellung, Amtsblatt „Službeni glasnik SRS“ Nr. 14/79).